# Ectopoglossus
Ectopoglossus (лат.) — род бесхвостых земноводных из семейства древолазов, обитающих в Южной Америке. Большинство представителей в 2017 году выделено из рода Anomaloglossus.

## Распространение
Ареал охватывает западные, тихоокеанские склоны Анд на высотах 600—2260 м над уровнем моря от северо-запада Эквадора до Колумбии. Кроме того, на границе с Колумбией и Панамой расположены нижние участки обитания на высотах от 100 до 1100 м.

## Классификация
На февраль 2023 года в род включают 7 видов:
- Ectopoglossus absconditus Grant et al., 2017
- Ectopoglossus astralogaster (Myers, Ibáñez, Grant & Jaramillo, 2012)
- Ectopoglossus atopoglossus (Grant, Humphrey & Myers, 1997)
- Ectopoglossus confusus (Myers & Grant, 2009)
- Ectopoglossus isthminus (Myers, Ibáñez, Grant & Jaramillo, 2012)
- Ectopoglossus lacrimosus (Myers, 1991)
- Ectopoglossus saxatilis Grant et al., 2017